# Lijst van burgemeesters van Groede
Dit is een lijst van burgemeesters van de voormalige Nederlandse gemeente Groede tot die gemeente in 1970 opging in de gemeente Oostburg.
| Ambtsperiode | Naam burgemeester              | Leefde    | Partij of stroming | Bijzonderheden                                                                               |
| ------------ | ------------------------------ | --------- | ------------------ | -------------------------------------------------------------------------------------------- |
| 1796 - 1807  | Leendert Verplanke             | 1744-1820 |                    | agent/maire                                                                                  |
| 1808 - 1846  | Adriaan van Geelkerken         | 1780-1846 |                    | maire/schout/burgemeester, tevens lid provinciale staten van Zeeland; was maire van Oostburg |
| 1846 - 1880  | Marinus Mazure                 | 1817-1887 |                    | tevens burgemeester van Nieuwvliet (1853-1880); later dijkgraaf                              |
| 1881 - 1908  | Johan Gerard Gerritsen         | 1854-1908 |                    | tevens burgemeester van Nieuwvliet (1881-1908) en Breskens (1879-1908)                       |
| 1909 - 1921  | Jan Marie van Oostrom Soede    | 1881-1968 |                    | tevens burgemeester van Nieuwvliet                                                           |
| 1921 - 1945  | Marius Wagtho                  | 1882-1963 |                    | tevens burgemeester van Nieuwvliet                                                           |
| 1945         | dr. Marten Wiegard Jongsma     | 1905-2002 |                    | waarnemend; tevens huisarts, later geneesheer directeur academisch ziekenhuis Leiden         |
| 1945 - 1946  | Gerard Feiko Lunsingh Tonckens | 1907-1992 |                    | waarnemend, tevens waarnemend burgemeester van Nieuwvliet                                    |
| 1946 - 1970  | Johannes Carel Everaars        | 1901-1990 | PvdA               | vanaf 1966 waarnemend, tevens burgemeester van Nieuwvliet (1946-1966)                        |